# Jüdischer Friedhof Lünen

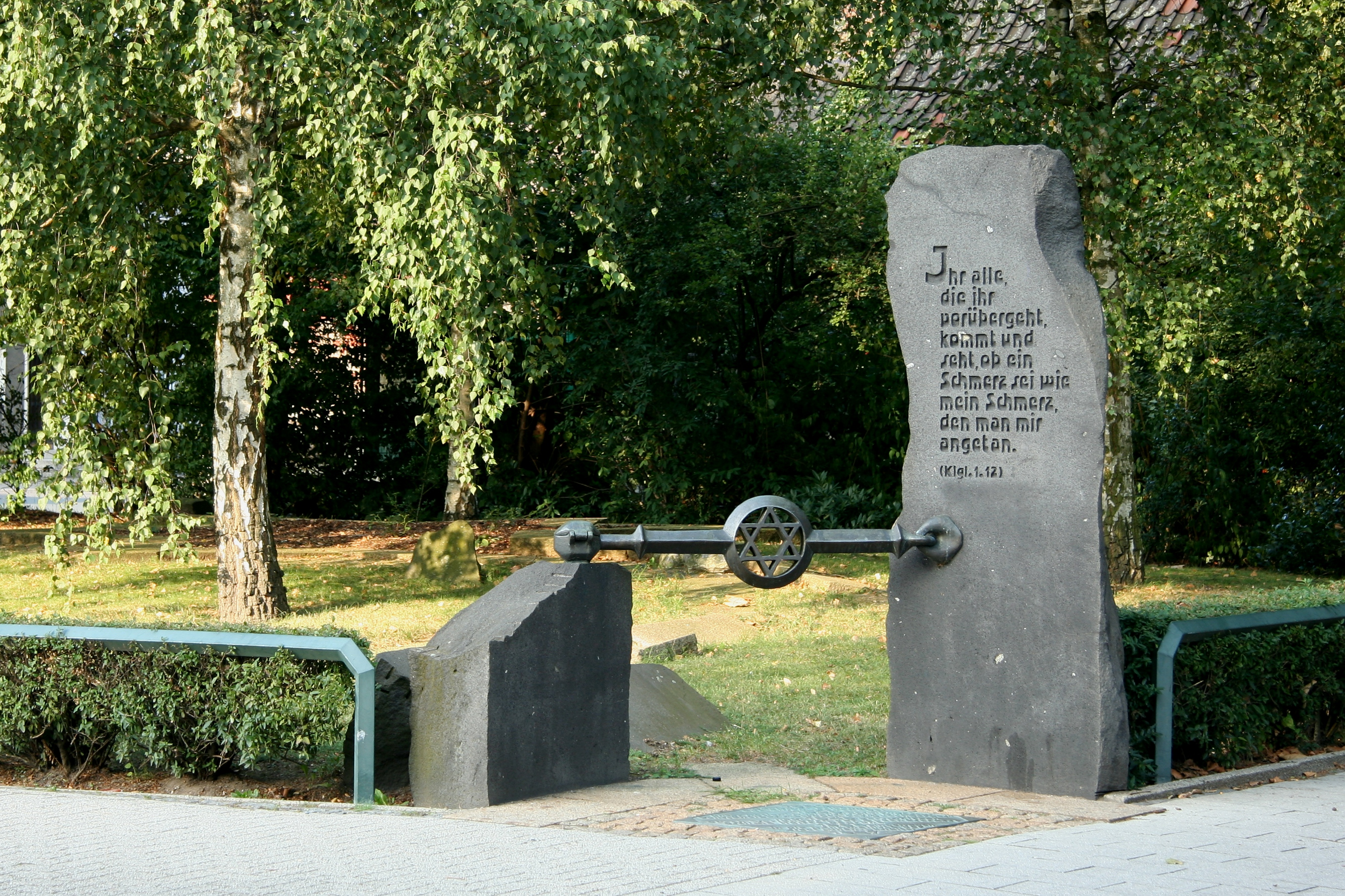
Gedenkstein am ehemaligen jüdischen Friedhof an der Münsterstraße

Der Jüdische Friedhof Lünen ist ein ehemaliger jüdischer Friedhof in der Stadt Lünen in Nordrhein-Westfalen. Er ist auch als Judenberg bekannt. Der Friedhof, gelegen in Lünen-Nord, steht unter Denkmalschutz.

## Geschichte
Der Friedhof, der sich ursprünglich außerhalb der Innenstadt – dem heutigen Lünen-Nord – an der Münsterstraße, Ecke Goethestraße/Lessingstraße befand, diente in der Zeit von 1690 bis 1939 als Begräbnisstätte der jüdischen Gemeinde. Gegen Ende des 19. Jahrhunderts erhielt er eine Umfassungsmauer mit einem Eisentor. Aus der 1909 geplanten Verlegung neben den evangelischen Friedhof am Wüstenknapp wurde nichts.
1938 wurden die Grabsteine zerschlagen und abtransportiert. In den meisten Fällen wurden diese als Schotter im Straßenbau verwendet. Im nächsten Jahr wurden die Gebeine zum Alten Friedhof zum Jüdischer Friedhof (Brambauer) verbracht. Eine schlichte Tafel trug nach einem Foto von 1988 die Inschrift:
„Hier ruhen die sterblichen Überreste, die im Jahre 1939 vom jüdischen Friedhof in Lünen nach hier überführt wurden“.
Siegmund Kniebel, Albert Bruch und Waldemar Elsoffer waren die drei Opfer der Novemberpogrome 1938 in Lünen. Da der Friedhof ihrer Heimatstadt nicht mehr existierte, wurden sie auf dem jüdischen Teil des Hauptfriedhofes in Dortmund bestattet.
(siehe auch: Liste der Stolpersteine in Lünen)
Auf einem kleinen Teil des Geländes errichtete man 1949 eine Rasenfläche mit Gedenkstein. Der Stein trägt nach einem Bild von 1988 die schlichte Inschrift: 
„(Davidstern) Jüdischer Friedhof 1690 – 1939“
In den 1990er-Jahren fand eine Neugestaltung des Friedhofes statt; der Lüner Bildhauer Reinhold Schröder schuf dazu ein DENKMAL aus Granit, Bronze und Birkenbäumen.
Die Personenstandsakten (Sterberegister) des Stadtarchivs in Lünen führen für die Zeit von 1822 bis 1874 70 verstorbene Menschen jüdischen Glaubens auf.